# 에미레이트 항공 521편 동체착륙 사고
에미레이트 항공 521편 동체착륙 사고(Emirates Flight 521)은 현지 시간으로 2016년 8월 3일 낮 12시 45분 인도의 티루바난타푸람 국제공항을 이륙하여 두바이 국제공항에 도착할 예정이었으나 해당 항공기는 두바이 국제공항에 동체착륙한 뒤 승객 282명과 승무원 18명 등 탑승객 300명이 신속하게 탈출한 직후 폭발했으나 사고의 원인은 명확하게 밝혀지지 않았으며 이 사고로 300명 전원은 안전하게 대피했으나 화재 진압 과정에서 소방관 1명이 순직했고 39명의 소방관들이 부상을 입기도 했다.

## 사고 항공기 기체 정보
- 등록번호 : A6-EMW
- 제조번호 : 434
- 도입일시 : 2003년 3월 28일
- 엔진 : 롤스로이스 트렌트 892

## 탑승자 명단
탑승자가 가장 많은 국적은 인도인으로 무려 226명이 탑승했고 영국인 24명, 아랍에미리트인 11명, 미국인과 사우디아라비아인 6명, 튀르키예인 5명, 아일랜드인 4명씩이며 기타 국적자는 1~2명이나 탑승한 것으로 드러나고 있다.

## 같이 보기
- 아시아나항공 214편 착륙 사고